# Antonia den äldre
Antonia den äldre (latin: Antonia Maior), född 39 f.Kr., var medlem av den julio-claudiska kejsarfamiljen.

## Biografi
Antonia var dotter till Octavia den yngre och Marcus Antonius. Hennes yngre helsyster var Antonia den yngre, medan hennes tre äldre halvsyskon på hennes mors sida var Claudia Marcella den äldre, Claudia Marcella den yngre och Marcus Claudius Marcellus. Antonia hade ytterligare halvsyskon på sin fars sida. Hon giftes i mitten av 20-talet f.Kr. med Lucius Domitius Ahenobarbus och paret fick barnen Domitia, Domitia Lepida (den yngre) samt Gnaeus Domitius Ahenobarbus. Möjligen hade paret ytterligare barn, vilka i så fall föddes tidigare än ovanstående. Om så var fallet är det oklart om dessa barn överlevde sina barndomsår och om de gjorde det har de inte lämnat några spår i det antika källmaterialet. 